# 岡山県道224号瀬西大寺線
岡山県道224号瀬西大寺線（おかやまけんどう224ごう せさいだいじせん）は、岡山県瀬戸内市から岡山市東区に至る一般県道である。

## 概要
瀬戸内市邑久町虫明から岡山市東区久保に至る。

### 路線データ
- 起点：岡山県瀬戸内市邑久町虫明
- 終点：岡山県岡山市東区久保（上之町交差点、岡山県道37号西大寺山陽線交点）
- 総延長：約19.4 km
- 実延長：約18.0 km

## 路線状況

### 重複区間
- 岡山県道69号西大寺備前線（瀬戸内市邑久町大富・大富交差点 - 岡山市東区西大寺射越）

### 道路施設

#### 橋梁
- 大窪橋（瀬戸内市）
- 雄川橋（おがわばし：吉井川、岡山市東区）

## 地理

### 通過する自治体
- 岡山県
  - 瀬戸内市 - 岡山市（東区） - 瀬戸内市 - 岡山市（東区）

### 交差する道路
| 交差する道路                                   | 市町村名 | 市町村名 | 交差する場所         | 交差する場所                   |
| ---------------------------------------------- | -------- | -------- | -------------------- | ------------------------------ |
| 岡山県道225号虫明長浜線                        | 瀬戸内市 | 瀬戸内市 | 邑久町虫明           |                                |
| 岡山県道397号寒河本庄岡山線 / 岡山ブルーライン | 瀬戸内市 | 瀬戸内市 | 邑久町福谷           | 虫明IC                         |
| 岡山県道222号福谷小才線                        | 瀬戸内市 | 瀬戸内市 | 邑久町福谷           |                                |
| 岡山県道227号庄田敷井線                        | 瀬戸内市 | 瀬戸内市 | 邑久町庄田           |                                |
| 岡山県道228号高助西浜線                        | 瀬戸内市 | 瀬戸内市 | 邑久町尻海           |                                |
| 岡山県道39号備前牛窓線                         | 瀬戸内市 | 瀬戸内市 | 邑久町本庄           | 本庄交差点                     |
| 岡山県道229号上阿知本庄線                      | 瀬戸内市 | 瀬戸内市 | 邑久町本庄           |                                |
| 岡山県道223号箕輪尾張線                        | 瀬戸内市 | 瀬戸内市 | 邑久町尾張           | 邑久駅南交差点                 |
| 岡山県道231号神崎邑久線                        | 瀬戸内市 | 瀬戸内市 | 邑久町豊原           |                                |
| 岡山県道69号西大寺備前線 重複区間起点          | 瀬戸内市 | 瀬戸内市 | 邑久町大富           | 大富交差点                     |
| 岡山県道69号西大寺備前線 重複区間終点          | 岡山市   | 東区     | 西大寺射越（いこし） |                                |
| 岡山県道464号服部射越線                        | 岡山市   | 東区     | 西大寺射越           | 雄川橋（おがわばし）東詰交差点 |
| 岡山県道37号西大寺山陽線                       | 岡山市   | 東区     | 久保                 | 上之町交差点 / 終点            |

### 交差する鉄道
- 赤穂線

### 沿線
- 長島
- 瀬戸内市立裳掛小学校
- 餘慶寺
- 竹久夢二生家
- 瀬戸内市消防本部
- 瀬戸内市立邑久中学校
- 岡山県立邑久高等学校
- JR西日本赤穂線
  - 大富駅 - 西大寺駅
- 吉井川